# Église Santa Maria Maddalena al Quirinale
L'église de Santa Maria Maddalena au Quirinale ou Maria Maddalena di Monte Cavallo est une ancienne église de Rome aujourd'hui disparue, dans le quartier de Monti sur la via del Quirinale. 

## Histoire
L'église est construite en 1581 par Maddalena Orsini pour les religieuses dominicaines, elle est reconstruite par Burioni sous le pontificat de Clément XI au début du XVIIIe siècle. Il y avait, en plus de l'autel principal, quatre autels latéraux. En 1839, les dominicaines sont remplacées par l'ordre des Adoratrices perpétuelles du Saint-Sacrement. L'ensemble des bâtiments sont expropriés par l'État italien en 1886, l'église est détruite en 1888, avec l'église de Santa Chiara au Quirinal et leurs couvents respectifs pour la construction d'un jardin public en mémoire de la visite à Rome de l'empereur allemand Guillaume II.